# One Time
One Time è un brano musicale del cantante canadese Justin Bieber, pubblicato come primo singolo estratto dall'album My World del 2009

## Video musicale
video musicale girato nell'aprile 2009.
Il video inizia con Justin che sta giocando ai video-giochi con un suo amico a casa di Usher. Bieber riceve una telefonata da Usher, in cui gli chiede se poteva controllare la casa fino a che non fosse tornato. Dopo aver accettato, Justin tiene una festa in casa e cerca di avvicinarsi a una ragazza in particolare, interpretata da Kristen Rodeheaver. Alla fine del video, quando sono seduti insieme in piscina, lei lo bacia sulla guancia, poi se ne va. Poi Justin si alza e viene beccato da Usher. Le scene della festa vengono alternate a scene in cui Justin è vestito con una felpa grigia su uno sfondo azzurro e grigio. Da gennaio 2010 il video è stato visto oltre 300 milioni di volte, ottenendo per ben 3 volte la certificazione Vevo. A settembre 2017 il video contava 540 milioni di visualizzazioni su Youtube.

## Tracce
CD-Single Universal 06025 2719002 (UMG)
1. One Time (Album Version) - 3:36
2. One Time (Acoustic Version) - 1:50

## Cover
- Una cover del brano è stata eseguita dalla band screamo Cities Divide.

## Successo commerciale
Il brano è entrato al numero novantacinque nella Billboard Hot 100 nella settimana del 25 luglio 2009. La canzone rimase in classifica per quasi sei mesi prima di riuscire a piazzarsi al numero diciassette sul grafico. La canzone ha debuttato sul Billboard Pop Chart al numero ottantaquattro, come il debutto più alto della settimana. Ha raggiunto il numero dodici in Canada, dove rimase in classifica per venti settimane consecutive. [ 13 ] Il singolo è stato certificato disco di platino in Canada dal CRIA nel settembre 2009. [ 14 ] È stato certificato platino dalla RIAA negli Stati Uniti nel gennaio 2010, vendendo oltre un milione di copie. [ 15 ] A partire dal febbraio 2011, il singolo ha venduto 2.132.000 volte. [ 16 ]

## Classifiche
| Classifica (2009/2010) | Posizione più alta |
| ---------------------- | ------------------ |
| Australia              | 23                 |
| Austria                | 30                 |
| Belgio (Fiandre)       | 62                 |
| Belgio (Vallonia)      | 44                 |
| Brasile                | 70                 |
| Canada                 | 12                 |
| Europa                 | 29                 |
| Francia                | 13                 |
| Germania               | 14                 |
| Irlanda                | 31                 |
| Nuova Zelanda          | 6                  |
| Svezia                 | 55                 |
| Svizzera               | 66                 |
| Regno Unito            | 11                 |
| Stati Uniti            | 17                 |